# Enicospilus merdarius
Enicospilus merdarius là một loài tò vò trong họ Ichneumonidae.